# Robert McLiam Wilson
Robert McLiam Wilson (ur. 24 lutego 1964 w Belfaście) – północnoirlandzki powieściopisarz i dziennikarz.
McLiam Wilson zadebiutował powieścią Zaułek łgarza (Ripley Bogle), której akcja rozgrywa się w Londynie, a głównym bohaterem jest bezdomny, pochodzący z Belfastu, Ripley Bogle. Otrzymał za nią nagrodę Rooney Prize i Hughes Prize w 1989 roku oraz Betty Trask Award i Irish Book Award w 1990. Kolejnymi jego powieściami były: Autopsja (Manfred's Pain') (1992) oraz Ulica marzycieli (Eureka Street) – najważniejsza jak dotąd powieść w dorobku Wilsona. Na podstawie tej książki BBC zrealizowało kilkuodcinkowy serial tv który pojawił się na antenie w 1999 roku. Nie został do dziś (2012 rok) wydany w wersji DVD. (1996). Czwarta z kolei, The Extremists, pierwotnie miała ukazać się w 2006 roku, ale data wydania była już kilkukrotnie zmieniana. 
McLiam Wilson jest również autorem niebeletrystycznej książki o biedzie: The Dispossessed (1992), tworzył także filmy dokumentalne dla BBC. 
Jest żonaty i mieszka w Paryżu. W 2003 r. na zaproszenie Wydawnictwa „Książnica” odwiedził Polskę, goszcząc m.in. na warszawskich Międzynarodowych Targów Książki i Uniwersytecie Śląskim.